# China Fangda Group
China Fangda Group Company Limited — китайская многопрофильная корпорация, дочерние структуры которой производят строительные композитные материалы (графеновые и алюминиевые пластины), металлоконструкции, полупроводниковую продукцию, транспортное оборудование, оборудование для освещения, отопления и кондиционирования зданий. Основана в 1991 году, штаб-квартира расположена в городе Шэньчжэнь (провинция Гуандун). 

## История
Компания основана в декабре 1991 года в городе Шэньчжэнь, в 1994 году был запущен первый производственный комплекс, в ноябре 1995 года акции Fangda стали котироваться на Шэньчжэньской фондовой бирже. В 1999 году Fangda получила свой первый заказ на производство платформенных раздвижных дверей, в 2000 году ввела в эксплуатацию свою первую солнечную электростанцию в провинции Цзянси, в 2002 году завершила в Шэньчжэне первое в стране здание с фасадом из солнечных панелей, а в 2005 году запустила производственную базу в Наньчане.
В 2012 году Fangda Group основала дочернюю компанию Fangda Real Estate Development, начала экспортировать свои платформенные раздвижные двери и открыла завод в Дунгуане, в 2019 году открыла завод в Чэнду, в 2020 году — завод в Шанхае.

## Деятельность
China Fangda Group работает в нескольких бизнес-сегментах:
- Умные энергосберегающие навесные фасады для небоскрёбов, вокзалов, аэропортов, выставочных и спортивных центров из стекла, пластиковых и алюминиевых панелей.
- Транспортное оборудование, включая платформенные раздвижные двери для станций метро и вокзалов.
- Солнечные электростанции, включая панели, расположенные на фасадах и крышах зданий.
- Операции с недвижимостью, включая проектирование, строительство и оборудование зданий.
  - Офисный комплекс Fangda City (Шэньчжэнь)
  - Офисный комплекс Fangda Center (Наньчан)

По итогам 2021 года 72,7 % продаж Fangda Group пришлось на навесные фасады, 15 % — на транспортное оборудование, 11,4 % — на недвижимость, 0,5 % — на солнечную энергетику. 94,6 % всего оборота пришлось на Китай.

## Дочерние компании
- Shenzhen Fangda Building Technology Group (производство навесных фасадов)[9]
- Fangda Construction Technology Group (монтаж навесных фасадов, металлоконструкций, систем освещения)
- Fangda Jiangxi New Materials (совместное предприятие Fangda Group и Shihui International Holdings: металлические декоративные панели для навесных фасадов)[10]
- Shenzhen Fangda Yunzhu Technology (проверка безопасности, обслуживание и ремонт фасадов)[11]
- Fangda Innotechco (производство платформенных раздвижных дверей)[12]
- Fangda New Energy (производство и монтаж солнечных панелей)[13]
- Shenzhen Fangda Real Estate Development (проектирование, строительство и эксплуатация объектов недвижимости)[14]
- Shenzhen Fangda Property Management (управление объектами недвижимости)[15]

### Зарубежные активы
- Fangda Australia (производство и монтаж навесных фасадов)[16]